# Idratazione dei tessuti
L'idratazione dei tessuti è il processo di assorbimento e trattenimento dell'acqua nei tessuti biologici.

## Piante
Le piante terrestri mantengono un'adeguata idratazione dei tessuti mediante uno strato esterno impermeabile. Nei tessuti molli o verdi, di solito si tratta di una cuticola cerosa sull'epidermide esterna. Nei tessuti più vecchi e legnosi, nella parete cellulare secondaria sono presenti sostanze chimiche impermeabilizzanti che limitano o inibiscono il flusso di acqua. Le piante vascolari possiedono anche un sistema vascolare interno che distribuisce i fluidi in tutta la pianta. 
Alcuni xerofiti, come i cactus e altre piante del deserto, hanno della mucillagine nei loro tessuti. Questa è una sostanza appiccicosa che trattiene l'acqua all'interno della pianta, riducendo il tasso di disidratazione. Alcuni semi e spore rimangono inattivi fino a quando non è presente un'adeguata umidità, momento in cui i semi o le spore iniziano a germogliare.

## Animali
Gli animali mantengono un'adeguata idratazione dei tessuti mediante una pelle, un guscio o una cuticola esterni, una cavità piena di liquido e un sistema circolatorio. 
Nell'idratazione dei tessuti senza grasso, il rapporto tra l'acqua corporea totale e la massa corporea priva di grassi, è stabile a 0,73 nei mammiferi.
Nell'uomo, un calo significativo dell'idratazione dei tessuti può portare alla condizione medica di disidratazione. Ciò può derivare dalla perdita di acqua, alla perdita di elettroliti o alla perdita di plasma sanguigno. La somministrazione di fluidi idrazionali come parte della sana gestione della disidratazione è necessaria per evitare gravi complicazioni e, in alcuni casi, la morte. 
Alcuni invertebrati sono in grado di sopravvivere all'essiccazione estrema dei loro tessuti entrando in uno stato di criptobiosi. 